# Casa de John Daniel Rather
La Casa de John Daniel Rather (también conocida como Locust Hill) es una residencia histórica ubicada en Tuscumbia, Alabama, Estados Unidos.

## Historia
La casa fue construida en 1823 por William H. y Catherine Winter, quienes llegaron a The Shoals desde el condado de Prince William, Virginia. Posteriormente la casa fue asumida por el Ejército de la Unión durante la Guerra Civil y utilizado como cuartel general del General Florence M. Cornyn. Después de la guerra, la casa fue comprada por John Taylor Rather, uno de los primeros colonos del norte de Alabama que fue alguacil adjunto del condado de Madison, miembro de la Cámara de Representantes de Alabama y más tarde miembro del Senado de Alabama. Su hijo, John Daniel Rather, también sirvió en ambas cámaras de la legislatura estatal y fue presidente de Memphis and Charleston Railroad.
La casa fue incluida en el Registro de Monumentos y Patrimonio de Alabama en 1978 y en el Registro Nacional de Lugares Históricos en 1982.

## Descripción
La casa está construida en estilo federal y tiene dos pisos con chimeneas en cada hastial. El ladrillo pintado de blanco se coloca en enlace flamenco en los lados oeste y sur que dan a las calles Cave y 7th. Todas las ventanas son de dos más de dos fajas, y la entrada principal es una puerta de doble hoja con el ajuste moldeado y un espejo de popa. Posteriormente se añadió un porche Eastlake a las fachadas frontal y norte. El porche presenta paneles elaborados con diseños florales, canecillos con colgantes de bellota y postes torneados en forma de carrete. Quedan dos mantos originales, uno Adamesque y uno Federal, mientras que dos mantos de reemplazo son Neoclásico y Victoriano.